# 贾尼科
贾尼科（義大利語：Gianico），是意大利布雷西亚省的一个市镇。总面积13平方公里，人口2192人，人口密度168.6人/平方公里（2009年）。国家统计（ISTAT）代码为017079。